# Сарган, Денис
Джон Денис Сарган (англ. John Denis Sargan;  23 августа 1924, Донкастер – 13 апреля 1996, Тейдон Буа) – английский экономист, профессор экономики, президент Эконометрического общества в 1980 году, соавтор теста Саргана-Хансена.

## Биография
Денис родился 17 июня 1923 года в Донкастере, графства Саут-Йоркшир, Англия в семье отца Гарри Сарган, служившего в полиции, и матери Гертруда Портер. 
Денис посещал местную Английскую начальную школу при церкви, затем поступил в Школу грамматики Донкастера за счет своих способностей по математике. В 1940 году Денис смог поступить и получить государственную стипендию в колледже Сент-Джонса в Кембридже, где он стал первым по математике.
В 1941 году он был призван в Вооруженные силы Великобритании в качестве младшего научного сотрудника на станции Хаверфордуэста Королевских ВВС, где тестировал новые системы вооружений.
После демобилизации вернулся в Кембридж, где получил степень бакалавра по экономике в 1946 году.
Свою преподавательскую деятельность начал в должности помощника профессора на экономическом факультете Лидского университета в 1948 году. В 1958-1960 годах был удостоен стипендии Фулбрайта, в рамках которой прошёл обучение на экономическом факультете Миннесотского университета  и Чикагского университета. В 1960-1963 годах он уже был ассоциированным профессором Лидского университета. В 1963-1965 годах был ассоциированным профессором по статистики в Лондонской школе экономики и политических наук, а с 1965 года был профессором эконометрики на экономическом факультете, в 1982-1984 годах был профессором экономики и статистики на кафедре имени Тука. В 1984 году вышел на пенсию, став эмерит-профессором экономики и статистики Лондонского университета.
Был членом с 1963 года и президентом  Эконометрического общества в 1980 году, членом Британской академии с 1981 года, почётным иностранным членом   Американской академии искусств и наук с 1987 года, был награждён премией Лондонской школой экономики и политических наук в 1990 году, почётным доктором  Мадридского университета имени Карлоса III в 1993 году.
Денис Сарган скончался в своём доме 12 января 2003 года в Тейдон Буа, Эссекс, Англия.
Семья
После смерти у него остались вдова Мэри Миллард (умершая 1 мая 2013 года), с которой он познакомился в Лидском университете и женился в 1953 году,  два сына Джон и Дэвид и дочь Барбара, которая скончалась в 2015 году.